# グローウォーム (駆逐艦)
|          | |
| 艦歴     | |
| 名前     | グローウォーム |
| 発注     | 1934年3月5日 |
| 建造     | ソーニクロフト社 |
| 起工     | 1934年8月15日 |
| 進水     | 1935年7月22日 |
| 就役     | 1936年1月22日 |
| その後   | 1940年4月8日にトロンヘイム沖海戦で沈没                                                                                    |
| 主要諸元 | |
| 艦級     | G級駆逐艦 |
| 排水量   | 基準 1,350英トン(1,370トン) 満載 1,883英トン(1,913トン)                                                                   |
| 全長     | 98.5メートル |
| 全幅     | 10.1メートル |
| 吃水     | 3.8メートル |
| 機関出力 | 34,000馬力 (25,000キロワット)                                                                                             |
| 機関     | パーソンズ式ギヤード・タービン2軸 アドミラリティ式三胴型水管缶3基                                                         |
| 速力     | 36ノット |
| 航続距離 | 15ノットで5,530海里 |
| 兵装     | Mark IX 4.7in（120mm） 単装砲 4基 12.7mm 4連装機銃 2基8門 533mm 5連装魚雷発射管 2基10門 爆雷 20個 爆雷投射機 爆雷投下軌条 |

グローウォーム(HMS Glowworm H92)はイギリス海軍のG級駆逐艦。スペイン内戦勃発中の1936年から1937年まで、グローウォームはスペインに派遣され、イギリスとフランスによる封鎖作戦に参加した。第二次世界大戦が勃発すると、輸送船護衛のために地中海艦隊からイギリス本国へ移動。1940年3月には本国艦隊へ組み込まれ、直後ノルウェーの戦いに参戦した。1940年4月8日、ヴェーザー演習作戦において、ノルウェーを侵攻するための軍隊を輸送していたドイツ艦隊の駆逐艦に遭遇した。ドイツ駆逐艦の要請により重巡洋艦アドミラル・ヒッパーが応援に駆け付け、グローウォームは激しく攻撃を受けた。グローウォームは魚雷攻撃を行うがすべて外れたため体当たり攻撃を行い、最終的に2隻は衝突。グローウォームは沈没した。

## 概要
グローウォームは基準排水量1,350英トン(トンに換算して1,370トン)、満載排水量は1,883英トン(同じく1,913トン)を誇った。全長98.5メートル、全幅10.1メートル、吃水は3.8メートル。蒸気タービンであるパーソンズ式ギヤード・タービンを使用しており、34,000馬力、速力36ノットを出した。蒸気は3基のアドミラリティ式三胴型水管缶で供給された。平時137人の将兵の下、燃料油480トンで5,530海里を走行した。

QF Mk IX 45口径4.7インチ(120ミリ)砲が4基備え付けられており、対空防御のためにはMk III 0.5インチ (12.7 ミリ) ヴィッカース4連装機関銃が2基備え付けられていた。また、グローウォームには21インチ (533ミリ)魚雷用の新しい5連装魚雷発射管がテストとして装備されていた。当初爆雷は20個積まれていたが、第二次世界大戦勃発により35個まで増やされた。

## 艦歴

### 建造から第二次世界大戦まで
グローウォームは1933年に作成された建造プログラムの下、1934年3月5日にイギリス・ハンプシャーのウールストンにあった造船会社ソーニクロフトに発注し、同年8月15日に起工され、翌1935年7月22日に進水した。建造にかかった費用は総額248,785ポンドにも上った。1936年1月22日に就役し、試験運用として地中海艦隊の第1駆逐隊に割り当てられた。スペイン内戦が勃発すると、グローウォームはイギリス不干渉委員会の管轄の下スペイン近海のパトロール任務に就くが、1937年5月27日から6月8日までポーツマスで修理があったため任務から外れる。修理のあと、再び地中海艦隊の第1駆逐隊に戻るが、1938年6月7日から7月25日まで、今度はオーバーホール(エンジンを分解・清掃し、再び組み立てること)のためポーツマスへ行った。オーバーホール後の1938年9月、ミュンヘン会談が開催される。そのときにマルタ・アレキサンドリア間を運航していた遠洋定期船SSストラスネイヴァーの護衛任務にあたった。数か月後、軽巡洋艦アリシューザのアデンへの航海の護衛にも就いた。1939年5月16日の夜間、姉妹艦であるG級駆逐艦グレネードと衝突、応急修理のためアレクサンドリア港に停泊した。その後、マルタへ送られ、5月23日から6月24日まで1か月かけて修理された。

### 第二次世界大戦
第二次世界大戦が勃発した1939年9月、グローウォームはアレクサンドリアに停泊していた。10月、大戦勃発を受け、グローウォームが所属している艦隊はウェスタンアプローチ管区の管轄となった。10月19日、姉妹艦であるG級駆逐艦ギャラント、グラフトン、グレイハウンドとともにイギリスを出発した。艦隊は10月22日にプリマスに到着し、ウェスタンアプローチ南部で軍事展開した。その後ハリッジに基地を置く第22駆逐隊へ北海のパトロール及び護衛任務のため転属し、11月22日まで輸送船の護衛や対潜哨戒などを行った。1940年2月22日、グローウォームは停泊中に、濃霧により視界不良だったスウェーデン国籍の船レックスに衝突された。この衝突で重い損傷を負ったグローウォームは、3月下旬までキングストン・アポン・ハルの民間造船所で修理を受けた。修復後、本国艦隊の第1駆逐隊へ移動し、3月20日に本国艦隊の泊地であるスカパ・フローで小艦隊を再編した。

### 最期

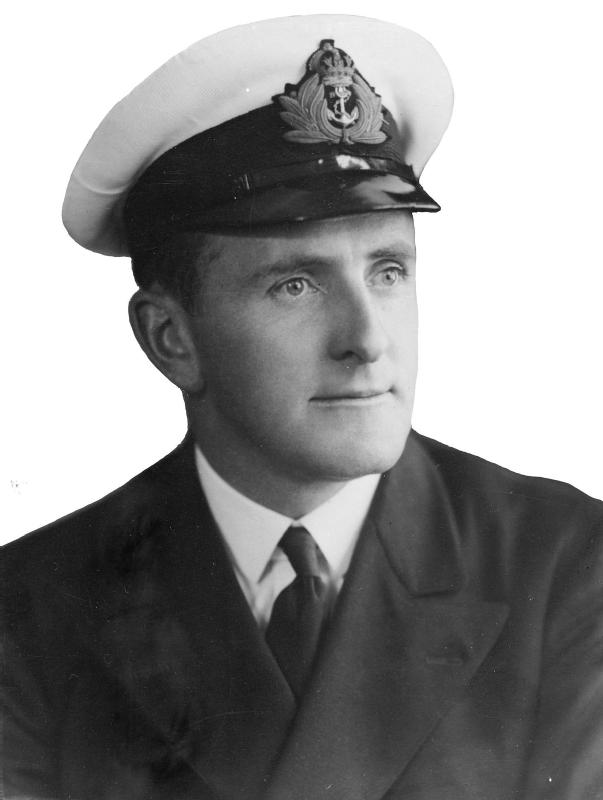
グローウォーム艦長:ジェラード・ブロードミード・ループ海軍少佐

4月5日、姉妹艦のグレイハウンドやH級駆逐艦ヒーロー、ハイペリオンなどとともに巡洋戦艦レナウンの護衛に参加。艦隊はウィルフレッド作戦の機雷敷設作戦を支援していた。4月7日、グローウォームは船外に投げ出された乗組員男性を捜索するため、艦隊から離脱した。4月8日早朝、グローウォームはレナウンの艦隊へ戻ろうとしていたが、午前8時頃、濃霧の中でヴェーザー演習作戦に参加していたドイツ海軍所属の駆逐艦ベルント・フォン・アルニムとハンス・リューデマンに遭遇した。グローウォームが砲撃を開始したため、ドイツの駆逐艦は回避を図り、ドイツ海軍所属の重巡洋艦アドミラル・ヒッパーに応援を要請している。9時50分頃、グローウォームを捕捉したヒッパーは要請を受理し駆けつけたが、最初はグローウォームとベルント・フォン・アルニムの区別がつけられなかった。しかしその8分後、ヒッパーは主砲である20.3センチ砲で砲撃を開始した。グローウォームはヒッパーの砲撃を受け煙幕を張り、自身を煙でくらまそうとしたが、ヒッパーのレーダー制御された砲は影響を受けなかった。グローウォームの無線室や艦橋、前方のQF Mk IX 45口径4.7インチ(120ミリ)砲はすべて損傷し、さらにエンジン室や船長室、マストにまで被弾。これが崩落したため、配線回路が断絶し、船の警報器が鳴りだした。10時10分、ジェラード・ブロードミード・ループ海軍少佐は魚雷を5本撃ったが、ヒッパーの艦長ヘルムート・ハイエは魚雷攻撃による被害を最小にするため、艦首をグローウォームに向けていたので、5本すべて外れた。グローウォームは2回目の魚雷攻撃までの時間稼ぎのため、煙幕の中を後退し、ヒッパーは次の魚雷を撃たれる前に撃沈しようと煙幕の中を追跡した。ヒッパーが煙幕を抜けたときに2隻は非常に接近していたため、グローウォームは艦首をヒッパーに向け、体当たり攻撃を試みた。ハイエはヒッパーの舵を切り、グローウォームを回避するよう命じた。ヒッパーはゆっくりと舵を切ったが、グローウォームは碇のほぼ後ろにぶつかった。衝突によりグローウォームの艦首は破損し、ヒッパーは船体に亀裂が生じた。この衝撃で、1人のドイツ人水兵が船外に投げ出されている。ヒッパーには500トン以上の浸水があったものの、それが致命傷にはならなかった。一方グローウォームは炎上し、10時24分、ボイラーが爆発。109名の乗組員とともに沈んでいった。この一連の海戦はトロンヘイム沖海戦と呼ばれることとなる。

ヒッパーは投げ出された水兵とグローウォームの乗組員を救助するべく停泊した。ドイツ人水兵は発見されなかったが、40人のイギリス人水兵は救助されている(内6人は死亡)。グローウォームのループ艦長は、救助されるまでに力尽き、溺死している。彼には死後ヴィクトリア十字章が贈られた。第二次世界大戦中初のヴィクトリア十字章贈呈には、ハイエによる推薦が影響していた。ハイエは赤十字を通じて、イギリス宛に彼の勇気を称賛する内容の手紙をしたためたため受章に至ったとされている。